# منتخب ساموا لسباعيات الرغبي
منتخب ساموا لسباعيات الرغبي هو ممثل ساموا الرسمي في المنافسات الدولية في سباعيات الرغبي .